# São Vicente de Minas
São Vicente de Minas is een gemeente in de Braziliaanse deelstaat Minas Gerais. De gemeente telt 6.525 inwoners (schatting 2009).

## Aangrenzende gemeenten
De gemeente grenst aan Andrelândia, Carrancas, Madre de Deus, Minduri, Seritinga en Serranos.

## Verkeer en vervoer
De plaats ligt aan de wegen BR-383 en BR-494.

## Galerij

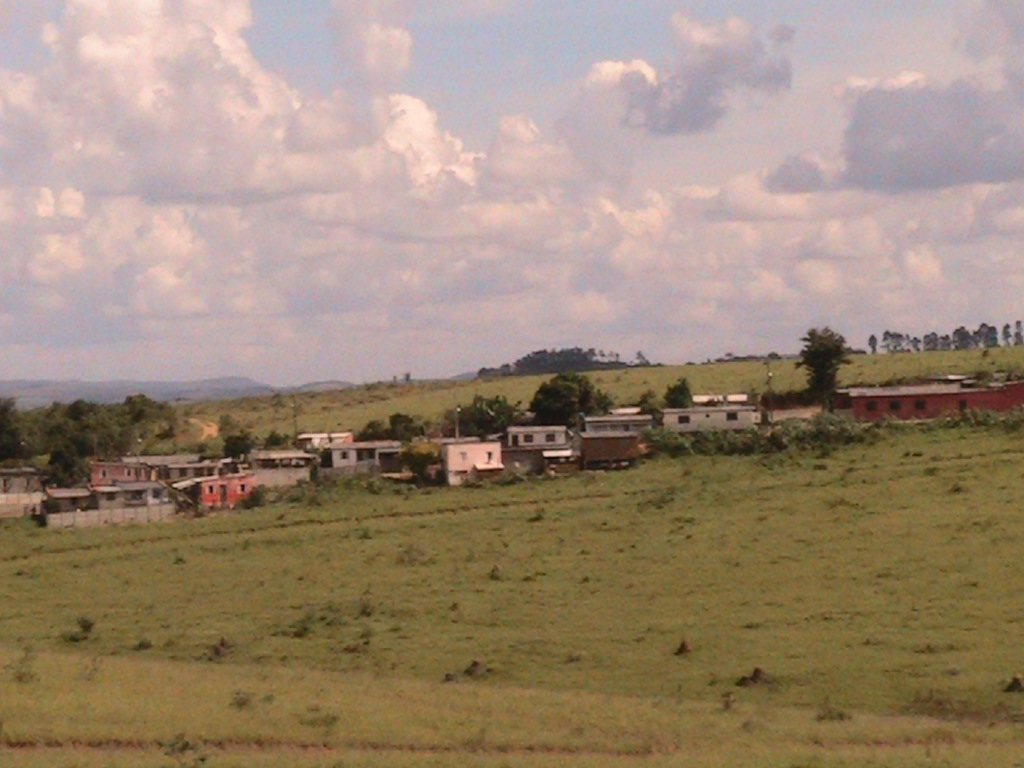
Uitzicht over São Vicente de Minas
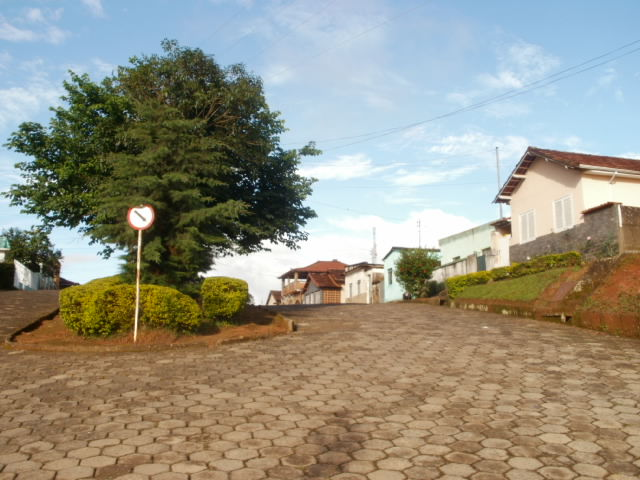
Straat in São Vicente de Minas
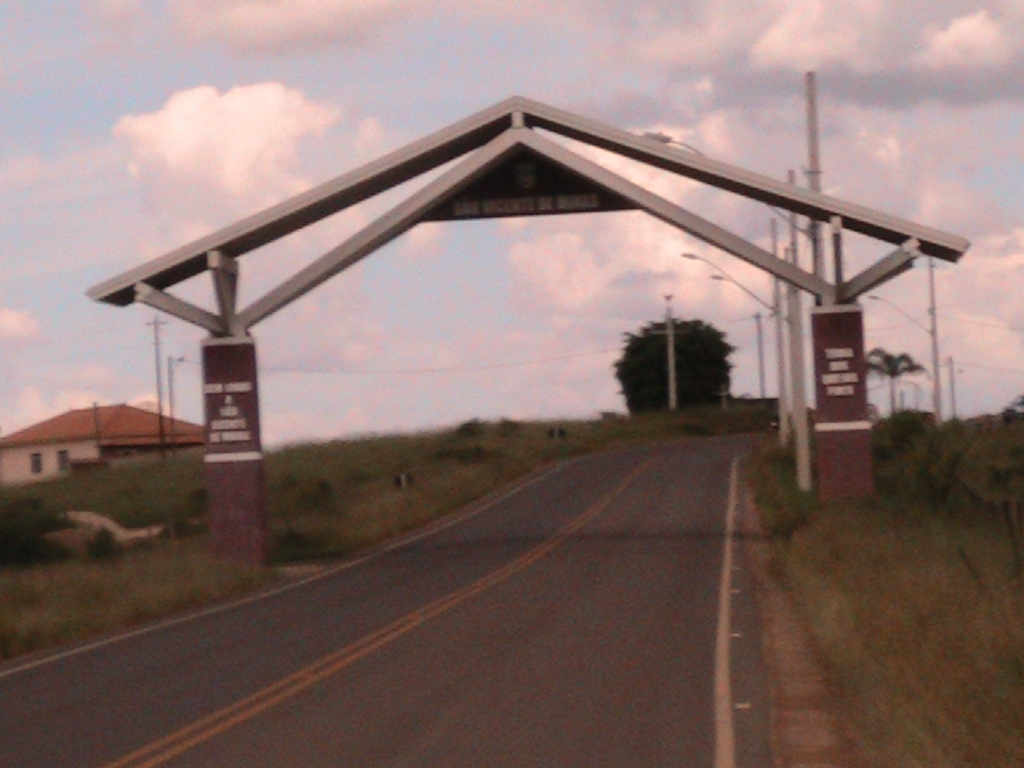
Toegangsweg naar São Vicente de Minas (MGC-383)
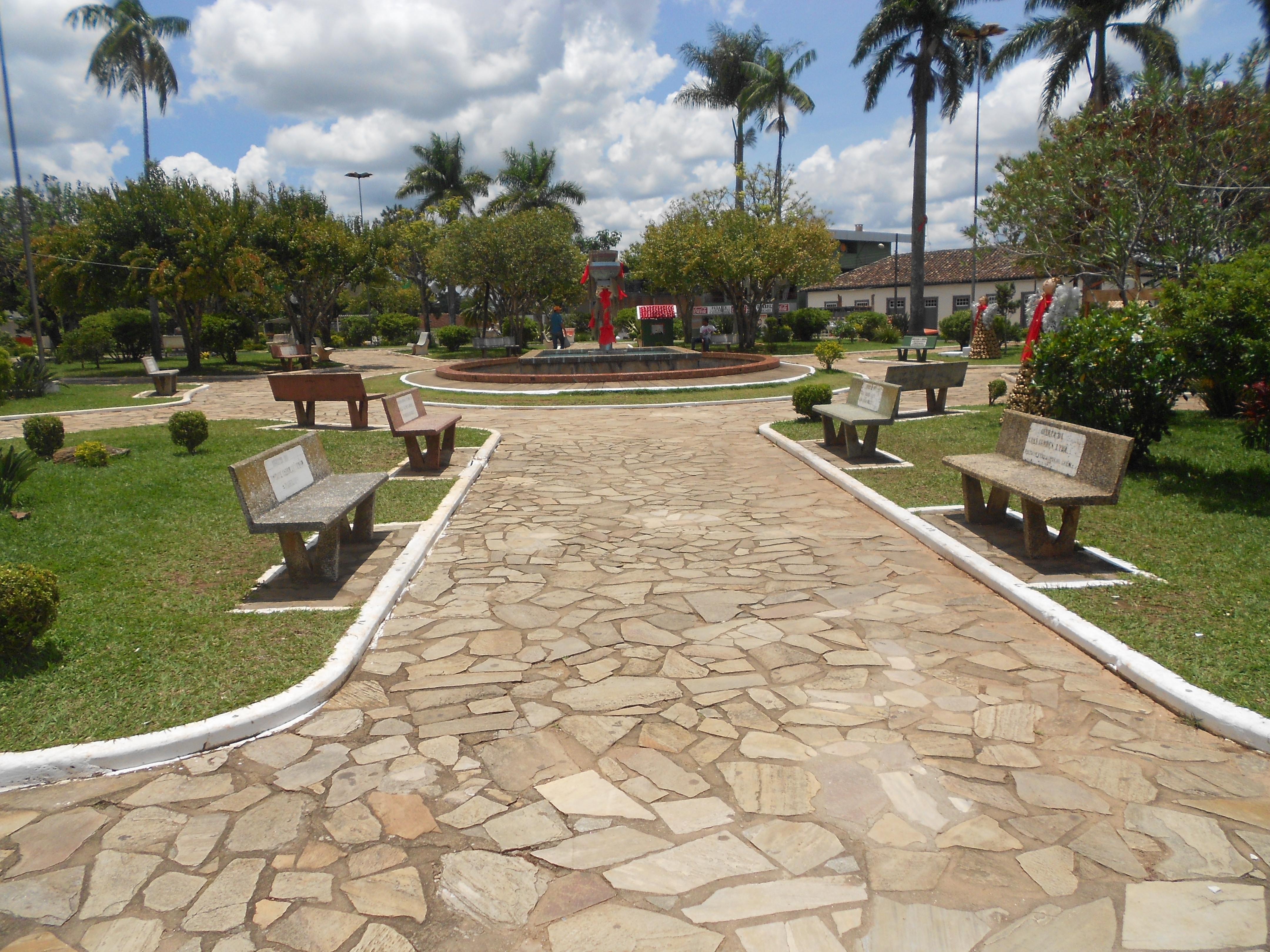
Het plein praça Governador Valadares in het centrum
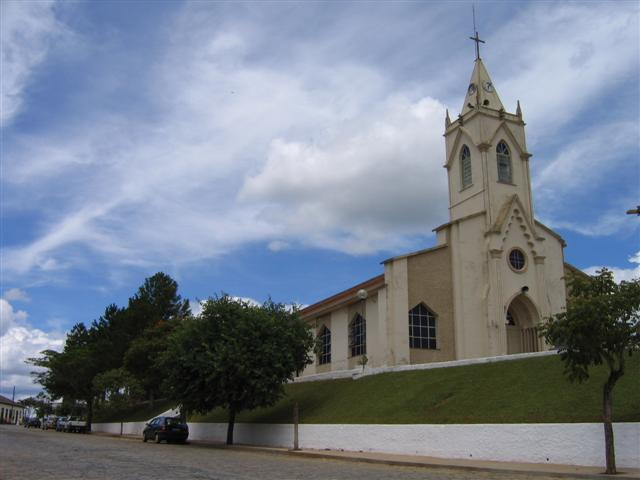
Katholieke kerk São Vicente Ferrer in de gelijknamige gemeente
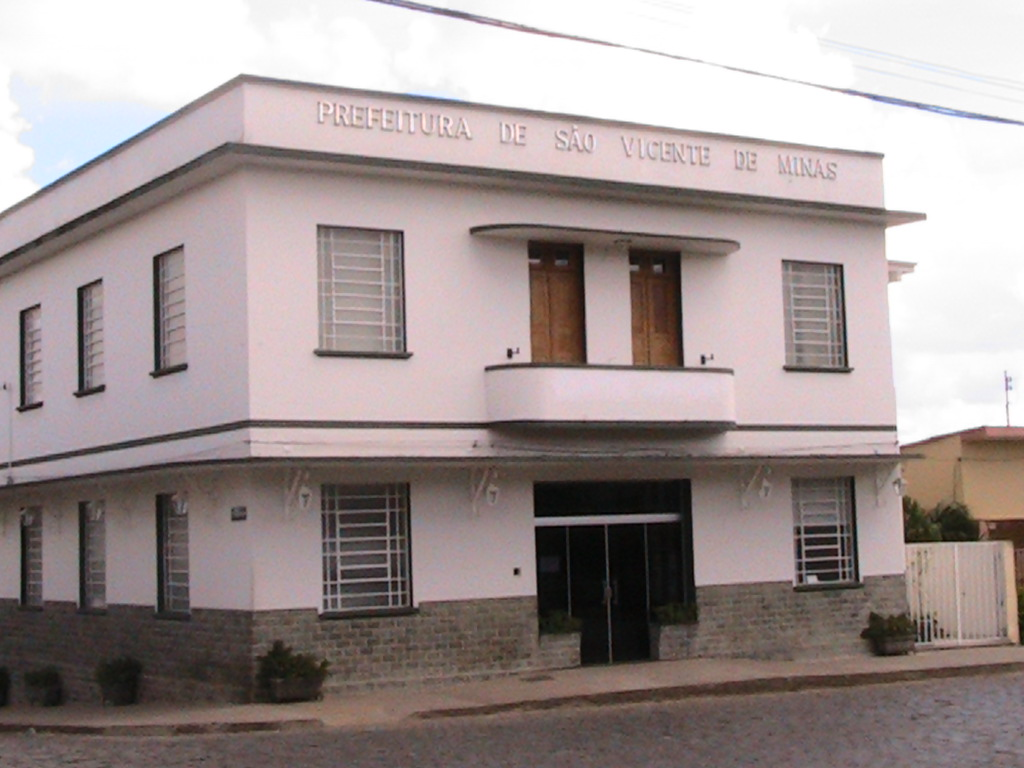
Het gemeentehuis van São Vicente de Minas